# John Hugenholtz
Johannes Bernhardus Theodorus « Hans » Hugenholtz dit John Hugenholtz (né le 31 octobre 1914 à Vledder et mort le 25 mars 1995 à  Bentveld) est un concepteur de circuits automobile néerlandais.

## Histoire
John Hugenholtz est le dessinateur des circuits automobiles de Jarama (Espagne), Zandvoort (Pays-Bas), Zolder (Belgique), Shah Alam (Malaisie) et Suzuka (Japon).
Hugenholtz et son épouse, Marianne Sophie van Rheineck Leyssius, ont été impliqués dans un accident de voiture à Zandvoort le 10 janvier 1995. Sa femme est décédée immédiatement, et John a succombé à ses blessures deux mois plus tard à son domicile. 
Leur fils, Hans Hugenholtz Jr., né en 1950, est un pilote de voiture de course.